# Siganus unimaculatus
Siganus unimaculatus är en fiskart som först beskrevs av Barton Warren Evermann och Seale, 1907.  Siganus unimaculatus ingår i släktet Siganus och familjen Siganidae. Inga underarter finns listade i Catalogue of Life.